# Мело (Уругвай)
Мело — столиця департаменту Серро-Ларго, що на північному сході Уругваю. За даними перепису 2011 року це дев'яте найбільш густонаселене місто країни.

## Історія
Мело був заснований 27 червня 1795 року офіцером Іспанської імперії — Августіном де ла Роса. Названий на честь Педро Мело де Португал — іспанського колоніального чиновника з португальським походженням. Враховуючи близькість поселення до португальських колоній в Бразилії Мело був захоплений португальцями у 1801, 1811 та 1816 роках. А вже з одержанням Уругваєм незалежності місто офіційно проголошено столицею департаменту Серро-Ларго.
У 1845 році міську площу було перейменовано на честь Мануеля Орібе — колишнього президента Уругваю та політичного лідера Білої партії (Партія Бланко).
Мело отримав статус малого міста (ісп. Villa) ще до незалежності Уругваю. А підвищення до рівня Міста (ісп. Ciudad) відбулось 22 травня 1895 року відповідно до постанови № 2.3279.

## Географія
Розташований у центральній частині департаменту, на перетині шосе № 7 та 8. 60 км відділяє місто від кордону з Бразилією та 390 км — зі столицею країни Монтевідео. Через Мело також проходять Траси № 26 та 44.
На західній межі міста протікає Арройо Конвентос (потік річки Такуарі).

## Населення
Населення по даним за 2011 р. становить 51 830 осіб.
| Рік  | Чисельність |
| ---- | ----------- |
| 1908 | 12 355      |
| 1963 | 33 741      |
| 1975 | 38 487      |
| 1985 | 42 245      |
| 1996 | 46 883      |
| 2004 | 50 578      |
| 2011 | 51 830      |

Джерело: Instituto Nacional de Estadística de Uruguay

## Клімат
Клімат характеризується як вологий субтропічний. У Мело 14 червня 1967 року була зафіксована найнижча температура в Уругваї: -11 °C (12.2 °F)
| Клімат Мело                                  | Клімат Мело | Клімат Мело | Клімат Мело | Клімат Мело | Клімат Мело | Клімат Мело | Клімат Мело | Клімат Мело | Клімат Мело | Клімат Мело | Клімат Мело | Клімат Мело | Клімат Мело |
| Показник                                     | Січ.        | Лют.        | Бер.        | Квіт.       | Трав.       | Черв.       | Лип.        | Серп.       | Вер.        | Жовт.       | Лист.       | Груд.       | Рік         |
| Середній максимум, °C                        | 30,5        | 29,7        | 27,3        | 23,6        | 19,9        | 17,2        | 17,1        | 18,3        | 20,0        | 23,0        | 25,9        | 28,4        | 23,4        |
| Середня температура, °C                      | 23,2        | 22,8        | 20,8        | 17,2        | 13,9        | 11,1        | 11,5        | 12,4        | 14,1        | 16,9        | 18,9        | 21,7        | 17,0        |
| Середній мінімум, °C                         | 17,0        | 16,0        | 15,0        | 12,3        | 8,0         | 5,1         | 7,0         | 7,7         | 9,6         | 12,0        | 14,6        | 14,7        | 11,8        |
| Норма опадів, мм                             | 105         | 114         | 96          | 79          | 99          | 95          | 129         | 112         | 121         | 102         | 102         | 83          | 1238        |
| -------------------------------------------- | ----------- | ----------- | ----------- | ----------- | ----------- | ----------- | ----------- | ----------- | ----------- | ----------- | ----------- | ----------- | ----------- |
| Джерело: Dirección Nacional de Meteorología. |             |             |             |             |             |             |             |             |             |             |             |             |             |

## Уродженці
- Хуана де Ібарбуру (1892—1979) — уругвайська поетеса.